# Tinodes higashiyamanus
Tinodes higashiyamanus là một loài Trichoptera trong họ Psychomyiidae. Chúng phân bố ở miền Cổ bắc.